# Glenea clavifera
Glenea clavifera är en skalbaggsart som beskrevs av Aurivillius 1925. Glenea clavifera ingår i släktet Glenea och familjen långhorningar. Inga underarter finns listade i Catalogue of Life.